# 戈鲁姆语
戈鲁姆语是印度一种几近灭绝的蒙达语族语言。

## 名称
Gorum一词可能来自动物/人有生前缀go和词根rum“人”，可能与雷蒙语的外名有关。(Anderson 2008:381)
Parengi或Parenga的来源未知。

## 现状
戈鲁姆语已60%濒危，可能很快就会灭绝，大多数30岁以下的人都听不懂这种语言。那些懂这种语言的人也很可能否认自己知道这种语言。这种语言似乎是1933年得到首次研究的，是最早的学术参考。

## 地理分布
戈鲁姆语是一种主要分布在印度东部如下地区(Anderson 2008:381)：
- 奥里萨邦科拉普特县：前Nandapur、Pottangi乡
- 安得拉邦维沙卡帕特南县：Munchingput街区

古托布语位于戈鲁姆语区以北，格塔语则在西边。